# Émile Michelet
Émile Michelet (Paris, 16 de julho de 1867 — data de morte desconhecida) foi um velejador francês, medalhista olímpico. Ele competiu nas provas de classe ½ – 1 Ton realizadas nos Jogos Olímpicos de Verão de 1900, conquistou a medalha de prata na segunda corrida e a medalha de bronze na primeira corrida disputada a bordo do Turquoise ao lado de Marcel Meran. Individualmente, conseguiu o bronze na classe aberta.